# Mom + Pop Music
Mom + Pop Music är ett New York-baserat indieskivbolag med artister som bland andra Courtney Barnett, Tom Morello, Tycho, Tash Sultana och Sunflower Bean. Grundaren och ägaren Michael Goldstone startade bolaget sommaren 2008 med hjälp av Q Prime Management-ägarna Cliff Burnstein och Peter Mensch.